# Petrești (okręg Satu Mare)
Petrești (węg. Mezőpetri, niem. Petrifeld) – wieś w Rumunii, w okręgu Satu Mare, w gminie Petrești. W 2011 roku liczyła 1331 mieszkańców. 